# Distichodus rufigiensis
Distichodus rufigiensis é uma espécie de peixe da família Distichodontidae.
É endémica da Tanzânia.
Os seus habitats naturais são: rios.